# 妮夫·费伊
妮夫·费伊（英語：Niamh Fahey；1987年10月13日—），爱尔兰共和国女子足球运动员，司职后腰或中后卫，目前效力于利物浦女子足球俱乐部和爱尔兰共和国国家女子足球队。她曾代表爱尔兰参加2023年国际足联女子世界杯。